# Hebbakavadi, Mandya
Hebbakavadi là một làng thuộc tehsil Mandya, huyện Mandya, bang Karnataka, Ấn Độ.